# 크로스 플랫폼
크로스 플랫폼(영어: cross-platform) 또는 멀티 플랫폼(영어: multi-platform)은 컴퓨터 프로그램, 운영 체제, 컴퓨터 언어, 프로그래밍 언어, 컴퓨터 소프트웨어 등이 여러 종류의 컴퓨터 플랫폼에서 동작할 수 있다는 것을 뜻하는 용어이다. 크로스 플랫폼 응용 프로그램은 둘 이상의 플랫폼에서 실행할 수 있다. 이러한 종류의 소프트웨어는 멀티플랫폼 소프트웨어라고도 한다.
이를테면, x86 아키텍처 위의 마이크로소프트 윈도우, 리눅스, macOS에서 동작하는 크로스 플랫폼 응용 프로그램은 다른 아키텍처 위의 운영 체제에서는 동작하지 않지만, x86 기반의 해당 운영 체제에서는 모두 작동한다.

## 크로스 플랫폼의 소프트웨어
크로스 플랫폼을 지원하는 소프트웨어의 예는 다음과 같다.
- 자바 (오라클)
- 오페라 (오페라 소프트웨어)
- 파이어폭스 (모질라 재단)
- 도스박스
- 오픈오피스
- 어도비 플래시
- 실버라이트
- KOffice
- 루비
- 엠비즈메이커 (GUI 방식의 앱 개발)
- 닷넷 MAUI (마이크로소프트)

## 같이 보기
- 가상화
- 크로스 플랫폼 플레이
- 언어 바인딩
- 자마린
- 모바일 개발 프레임워크